# 香港教育
| 博士            |        |        |        |             |        |      |
| 碩士            |        |        |        |             |        |      |
| 大學 (學士學位) | 大學四 | 大學四 | 大學四 | 大學四      | 大學四 |      |
| 大學 (學士學位) | 大學三 |        |        |             |        |      |
| 大學 (學士學位) | 大學二 |        |        |             |        |      |
| 大學 (學士學位) | 大學一 |        |        |             |        |      |
| 中學            | 高中   | 中六   | 中六   | 中六        | 中六   | 中六 |
| 中學            | 高中   | 中五   |        |             |        |      |
| 中學            | 高中   | 中四   |        |             |        |      |
| 中學            | 初中   | 中三   | 中三   | 中三        | 中三   | 中三 |
| 中學            | 初中   | 中二   |        |             |        |      |
| 中學            | 初中   | 中一   |        |             |        |      |
| 小學            | 小學   | 小六   | 小六   | 小六        | 小六   | 小六 |
| 小學            | 小學   | 小五   |        |             |        |      |
| 小學            | 小學   | 小四   |        |             |        |      |
| 小學            | 小學   | 小三   |        |             |        |      |
| 小學            | 小學   | 小二   |        |             |        |      |
| 小學            | 小學   | 小一   |        |             |        |      |
| 幼稚園          | 幼稚園 | 高班   | 高班   | 自 行 教 育 |        |      |
| 幼稚園          | 幼稚園 | 低班   |        | 自 行 教 育 |        |      |
| 幼稚園          | 幼稚園 | 幼兒班 |        | 自 行 教 育 |        |      |

香港的教育主要由香港特別行政區政府教育局管理，除了私立或直資學校外，在官立或政府資助學校進行為期十二年的小學及中學教育，無需繳付學費。教育條例規定6歲以上至15歲以下兒童必須入學強制接受教育。

## 教育制度
- 學前教育：學前教育階段通常在兒童的兩歲至六歲期間進行，為接受小學前的幼童提供學習與群體相處的機會。目前學前教育主要由幼兒園和幼稚園提供。自2017年9月起，香港政府推行“十五年免費教育”，其中絕大部分半日制幼稚園學位為免費。[1]
- 小學教育：小學一年級學生在九月必須年滿五歲八個月（十二月三十一日前必須年滿六歲），獲安排接受為期六年的小學教育。
- 中學教育：三年制初中課程（中一至中三）及三年制香港中學文憑高中課程（中四至中六）。完成中三後或年滿15歲後，可以選擇就業工作。
- 職業專才教育：完成中三後，可以選擇修讀職業專才教育課程[2]。
- 專上教育：完成中學教育後，除非專業領域具備特殊技能、經歷、專長或成就得到「學校推薦直接錄取計劃」，須在公開試達到指定的成績才能夠升讀大專或大學提供的專上教育課程。公開試成績略低的可以報讀副學士、高級文憑。公開試成績未達到專上課程入學要求的可以報讀以下課程：
  - 基礎課程文憑：由職業訓練局所屬的香港專業教育學院和青年學院開辦，為中六完成香港中學文憑考試的學生而設。
  - 應用教育文憑：課程為中六離校生和年滿21歲的成年人士而設，是由教育局策劃，自資高等教育聯盟開辦的課程，在2023/24學年新開辧。 畢業生資歷相當於香港中學文憑考試（DSE）5科2級成績，學歷受政府認可，符合資格投考多個紀律部隊及公務員職位。

## 競爭力
2012年，英國教育媒體公司培生集團參考了識字率、國際考試成績、大學入學率及2006至2010年的畢業率等數據，公布了全球教育系統排名，芬蘭、韓國及香港分別排首三位。同年，教育局根據數據顯示，公布香港學生的英語水平在近年均十分穩定，過去幾年，香港大學畢業生於國際英語水平測試中大多數都取得第六級（良好的運用者）或以上的成績。同年，國際教育成績評估協會發表學生能力報告，香港小學四年級學生在閱讀能力範疇上領先全球國家或者地區，其次為俄羅斯及芬蘭，第三位為新加坡。至於數學能力，新加坡、韓國及香港分別排名首三位，而科學能力方面，韓國、新加坡及芬蘭排首三位，香港排第九。
在測試全球15歲學生學習水平的国际学生能力评估计划中，香港學生的數學能力排名第二，科學排名第九，閱讀能力與加拿大並排第二。

## 香港教育制度歷史
1965年，英屬香港教育統籌科發表了首次倡議免費及強迫教育的《教育政策白皮書》：「任何教育政策的最終目標，必須能為每一學生提供其所能吸收的最佳教育，而其費用是家長與社會所能承擔者」。直至1970年代，香港見證了學額為配合基本教育的需要而逐步增長。
1971年，香港開始在所有政府及資助小學推行六年免費教育。由1978年9月起，政府提供足夠學位予所有小學畢業生，使他們在官立及資助類別學校升讀三年免費初中課程。
1980年，學生接受免費教育至15歲的權利進一步獲法例保障，改為了9年免費及強迫教育。當時，香港的中學分為兩種類型：其一是五年中學加一年預科的六年制的中文中學，這些學生投考四年制的香港中文大學； 其二是五年中學加兩年預科的七年制英文中學，這些學生投考三年制的香港大學。在香港科技大學於1991年創立之前，香港中文大學和香港大學是香港僅有的兩間大學。當年中學生約17萬，而能進入兩間大學的僅僅為1%；競爭異常激烈，大學生質素也非常優秀。即在1991年前，一般只有各中學的狀元才能在香港讀到大學。
1990年，香港成立大學聯合招生辦法，有五間大學及理工教育資助委員會資助的大專院校（包括香港大學、香港中文大學、香港浸會學院、香港理工學院及香港城市理工學院）參加，新成立的香港科技大學也於1991年參加。中學生入大學的比率大幅提高到約18%。
2007年，施政報告中宣佈正式落實12年（新三三四學制）／13年（舊制）免費教育。
2009年，香港開始實施六年制的中學學制，香港學生只在完成中學六年級後參加一個公開考試，即香港中學文憑考試。
2017年，香港政府推行“十五年免費教育”，將絕大部分半日制幼稚園學位納入免費教育。

## 學前教育
香港的學前教育大致可分為幼兒中心和幼稚園兩種。兩者均為私立經營，有以商業化集團形式運作的幼稚園集團，也有由非牟利團體開辦的幼稚園，後者通常由教會或社會服務機構籌辦。
其中，幼兒中心由社會福利署管理， 為0至3歲以下的幼兒提供日間照顧服務，以照顧他們的成長和發展需要。但現在不少幼兒中心都兼營幼稚園相同的業務，使6歲以下幼童都可以在幼兒園內接受教育。
而幼稚園由教育局管理，主要服務對象則是3至6歲的幼童，讓他們在德、智、體、群、美各方面的全面發展；養成良好的生活習慣；以及激發兒童學習興趣和培養積極的學習態度，為未來學習奠定基礎。

## 小學課程（小一至小六）
現時香港的小學教育分為八個主要學習領域及兩個學習階段。
八個學習領域分別是：
1. 中國語文教育（包括語文課及普通話課）
2. 英文教育
3. 數學教育
4. 科學教育（包含在常識科或科學科）
5. 科技教育（包括一般研究和資訊科技）
6. 個人、社會及人文教育（包含在常識科或人文科）
7. 藝術教育（包括音樂及視覺藝術）
8. 體育

兩個學習階段分別是：
1. 第一學習階段（或稱初小）：由小一至小三；
2. 第二學習階段（或稱高小）：由小四至小六；

每一個學習階段完結時，學生都要參與一個由教育局主辦的全港性系統評估，評核結果讓當局瞭解學生能力上的差異。完成小學後全港學生會被教育局中央派位分派到志願的中學。

### 小學各科目課程
香港的小學課程一般包括以下科目：
- 中國語文科（簡稱為中文科或語文科）
- 英國語文科（簡稱為英文科）
- 數學科
- 常識科（2027/28學年結束）
- 科學科（2025/26學年開始）
- 人文科（2025/26學年開始）
- 資訊科技科（或稱電腦科）
- 音樂科
- 視覺藝術科（簡稱視藝）（在舊課程分為「美術」及「勞作」，合稱「美勞」）
- 體育科
- 普通話科（1998年開始）

宗教團體開辦的小學會增設以下其中一科：
- 聖經科（或稱宗教科，基督教或天主教學校開設）
- 佛學科（佛教學校開設）
- 教義科（伊斯蘭教學校開設）
- 儒學科（只有孔教學院大成小學開設）

## 中學課程

### 初中課程（中一至中三）
初中教育以廣博為主，大部份文法中學必須科目包括中國語文、英國語文、數學（此三科通常特別重視，稱為「主科」）、普通話、體育、視覺藝術、音樂、科學、家政、設計與科技、中國歷史、歷史、「公民、經濟與社會」、地理、普通電腦、宗教教育等；過去部份工業中學因要教授工藝科目，不會分開歷史、經濟及公共事務、地理三科，只以一科「社會」代替；現時部分中學亦會把此等科目合併為「綜合人文」或類似科目。
1997年香港主權移交前的初中教育，大部份本地主流中學名義上是英文中學，除中國語文、中國歷史和中國文學等科目外，其它科目如地理、數學、歷史等，均以英語作為授課語言，但實際上是奉行雙語教學，僅課本及筆記以英文編寫，上課時老師通常輔以粤語講授。
1997年3月教育署發表《職業先修及工業中學教育檢討報告書》，指出「大部分工業中學現時所提供的課程，與文法中學所提供的十分相近」，因此「建議工業中學如屬意從其學校名稱除去『工業』的字眼，應可獲批准」；又提出「學校應避免要求初中程度的學生學習某些特定行業的技能」，建議本港的工業學校可把帶有標籤性的名詞從校名中剔除。受當時政策影響，學界去工業化加速香港原有工業(包括晶片工業)外遷到台灣及新加坡發展，影響香港科技發展。
此後，不少工業中學已把原校名的帶有標籤性的「工業」二字除去。
1997年後，特區政府決心貫徹推行母語教學，即除英文科外，其它科目均採用以中文編寫的課本及筆記，並以粤語講授（這個政策假定所有本地主流中學的學生的母語均為粤語，並非真正按個別學生，例如南亞裔學生的母語進行教學，也沒有提供其他中文方言的教學）。但全港400多間中學裡，其中114間卻可以繼續使用英語授課，這些中學通常是學生學業成績較佳的，當中甚至有一定數量是香港政府主辦的官立中學。因此，母語教學的成效一直備受質疑。母語教學的議題，至今仍具爭議性。
2005年，教育統籌局（現教育局）於中學教育制度改革中再次重提學校授課語言的議題。局方考慮以學校學生成績作為參考標準，學生成績佳的學校將可選擇以英文為授課語言，而其餘亦以中文為授課語言。
2008年，教育局聯同語常會推動以普通話教授中文科，取代母語（廣東話）教學。
2010年前，香港的中學分為中文中學和英文中學。自2010/11學年（即2010年9月）起，微調中學教學語言政策實施，學校可依各班不同科目選擇教學語言，放寬了對中學授課語言的限制。

### 高中課程（中四至中六）
2012年9月起，政府把中四至中七的課程修改成三年的高中課程；預科課程較深的部份從新課程剔除了。中國語文、英國語文、數學科以及公民與社會發展科為必修科目。一般而言，香港的高中畢業生最終會參加由香港考試及評核局主辦的香港中學文憑考試。誠然，高中學生亦因為要面對「一試定生死」的香港中學文憑試而感到壓力。所以，為了好好預備DSE文憑試，不少考生會跑到補習社操練考試技巧，形成獨特的香港補習文化。

#### 通識教育課程
香港將舊有中四至中七的課程修改成三年的高中課程，通識教育科列入必修科，並於2012舉辦了首屆中學文憑試。
香港高中課程的通識教育科共分為六個單元：
- 單元一：個人成長與人際關係
- 單元二：今日香港
- 單元三：現代中國
- 單元四：全球化
- 單元五：公共衛生
- 單元六：能源科技與環境

通識科在2009至2010學年正式落實，香港教育城也設立通識教育網。不少單位及人士亦提供通識相關資訊，如各大報章通識版、《通識參考書》、《通識科教師》、《通識沙龍 （页面存档备份，存于）》等。
通識科於2021/22學年在中四級被「公民與社會發展科」代替，並於2023年香港中學文憑考試為最後一屆供日校考生報考。

## 舊制高中課程

### 高中課程（中四、中五）
實施九年免費教育之後，學生需要以校內考試成績作評級，決定能否升讀高中（中四、中五）。香港的中四及中五課程，大致上會文理分科，分開文、理、商科3個主流。教授科目均以香港考試及評核局舉行的香港中學會考考試內容為本，大多數高中學生均需要修讀至少6個科目，以符合升讀預科資格。
在修畢中四及中五課程後，所有學生均需參加香港中學會考，以決定能否升讀預科課程（中六、中七）。考試評分以最佳成績之6科計算，滿分為30分。除語文科以外，在單次考試取得不少於4科及格、或3科及格及5分以上則合符升讀中六的資格。另外，香港高級程度會考的規定中，考生必需在應考高考的前1屆（即中六）或以前取得中英文科及格，故一般而言語文科不及格，尤其兩科語文科都不及格的學生升讀預科會比較困難。
據香港考試及評核局公佈，2006年的報考人數是122,078名，其中84,087名為學校考生；37,991 名為自修生。當中符合升讀中六基本資格的考生有48,599名。但官立和津貼中學學位只有約25,000個，再加上私立及直資中學學位，總預科課程學額只有約32,000個，因此學位競爭非常激烈。每年放榜日，均會出現學生四處奔走尋找學位的情況。而又因為每年取得十四分以上和語文科及格以上的人數比官立和津貼中學學位數少，及前述人士在選擇學位上有優先的選擇權，所以一般人會把「中英文及格與十四分以上」視同於升讀中六的基本資格，但實際上並非如此。
香港中學會考成績以E級為合格，被視為中學畢業生求職時必須擁有的最低資格。考獲C級或以上，則會被視為等同舊制英國通用教育證書普通程度（GCE O-Level）或新制英國普通中學教育證書（GCSE）及格。而中英文的新制則以數字（1-5、2級為及格、另設5*級予成績優異者）評級。其中以法文科比較特別，因其試卷並不是由香港考試及評核局所撰寫，而採用英國劍橋大學考試局國際普通中學教育文憑考試（IGCSE）的試題，所以其成績會有A*、A、B、C、D、E、F、G。
無論是採用哪種評級制度，如學生考試表現比起該科不及格的考生更差，或因作弊而被取消成績，則給予「不予評級」成績（Unclassified，簡寫作"U"）。而因病等理由缺考全卷（法文除外）者則給予Abs（Absent）評級。
此類高中課程已被2009年9月起推行的新高中課程全面取代。

### 預科課程（中六、中七）
順利升讀預科課程的學生，隨即要開始準備另一個公開考試。香港的預科課程以香港考試及評核局的香港高級程度會考考試內容為本。跟高中課程一樣，學生大致上會依文、理、商科分流。學生可以因應各自的會考成績，選擇修讀AL（高級程度）或AS（高級補充程度）科目。
入讀經「大學聯合招生辦法」（JUPAS）招生的學士學位課程之最低資格，一般為4個香港高級程度會考的科目合格，包括必修科「中國語文及文化科」和「英語運用科」，皆為AS程度；以及兩個AL程度之科目（兩個AS程度科目通常會被視為等同一個AL程度科目）。
據香港考試及評核局的統計，2011年香港高級程度會考的應考人數接近三萬九千名，當中符合上述高考成績要求的考生超過一萬八千名。但通過「大學聯合招生辦法」招生的學士學位課程名額，僅約一萬二千個（2010年入學者），所以學生升讀高等院校的競爭亦相當激烈。縱然如此，但是由於香港共有九所高等院校（香港大學、香港中文大學、香港科技大學、香港理工大學、香港城市大學、香港浸會大學、嶺南大學、香港教育大學及香港公開大學）參與「大學聯合招生辦法」（JUPAS）統一收生。因此，不同於會考放榜，高考放榜後學生無須四處尋找學位，而只需要完成網絡申請程序，即可報讀由上述院校所提供、並通過JUPAS招生的學士、副學士及高級文憑課程。此等課程除了由香港公開大學提供、並通過「大學聯合招生辦法」招生的學士學位課程外，均獲大學教育資助委員會的資助。預科生在完成高考後，JUPAS會在7月下旬通知首輪取錄結果。
而成績較不理想的高考生亦可用香港高級程度會考的成績來投考不經「大學聯合招生辦法」招生（非聯招）的學士、副學士及高級文憑等不同類別的高等教育課程。
香港高級程度會考成績E級，無論AL或AS程度，均被視為等同英國通用教育證書相應程度及格。
香港的預科教育主要由當地的中學提供，但由於預科教育亦是大專教育的預備課程，香港有不少大專院校都有開辦預科課程。當中最為知名的，是保良局莊啟程預科書院及恒生商學書院為學校的準大學生開設的商科預科課程，兩者都有接近30年的歷史。此外，不少私立學校及夜校都有開辦預科課程。
預科課程已在2012-13學年正式取消。所有學生現時只需應考一次公開考試（香港中學文憑考試，HKDSE），便可申請四年制的大學課程，以期與國際教育制度接軌。

## 職業專才教育
財政司司長在《2023年至2024年度香港政府財政預算案》中宣布， 為了讓高中學生及早接觸職專教育，職業訓練局在教育局支持下，在 2023/24 學年起會在中學推出為期兩年的職專教育文憑（高中課程）先導計劃，為高中學生提供多一個選擇，讓他們在文憑試的框架下同步修讀職專教育相關課程，當中包括職業英語和職業中文元素，並在修畢課程後可同時取得文憑試證書及資歷架構第3級的職專教育文憑，拓寬高中學生的升學出路。

## 普通話授課學校
香港只有數間學校以普通話為主要授課語言，除英文教學外全用普通話教授。學校列表如下：
| 學校名稱                                   | 創辦年份 |  |
| 蘇浙小學                                   | 1953年   |  |
| 蘇浙公學（部分班別除中文外全使用英文教學） | 1958年   |  |
| 沙田蘇浙公學                               | 1978年   |  |
| 葵涌蘇浙公學                               | 1982年   |  |
| 港九街坊婦女會孫方中小學                   | 1987年   |  |
| 香港普通話研習社科技創意小學               | 2001年   |  |
| 港九街坊婦女會孫方中書院                   | 2002年   |  |
| 弘立書院                                   | 2003年   |  |
| 香港浸會大學附屬學校王錦輝中小學           | 2006年   |  |
| 福建中學附屬學校                           | 2009年   |  |

此外根據港語學調查，還有約七成小學和約三成中學以普通話教授中文科等部份科目。

## 教育制度改革
根據香港課程發展議會在2002年發表的《基礎教育課程指引》，現時香港基礎教育目的在於提高學生的反思優勢，使他們能夠發揮所長。香港基礎教育一直被批評為過份着重背誦（即所謂「填鴨式教育」），使學生在現今瞬息萬變的資訊社會中，未能好好把握社會的需求和變化，從而使香港的就業人才變得缺乏競爭力。
因此，教統局希望透過課程改革，從根本改善學生的素質。教育局制定的政策強調小學生「學會學習」的能力。為達到使小學生能夠養成學會學習的能力，政府在前述的課程指引內提出了“十種共通能力”及“四個關鍵項目”兩種概念，十種共通能力包括：道德教育、協作能力、溝通能力、創造力、批判性思考能力、運用資訊科技能力、運算能力、解決問題能力、自我管理能力和研習能力；而四個關鍵科目會融入在教學上，其中包括：德育及公民教育、從閱讀中學習、專題研習和運用資訊科技進行互動學習。
近年以來，香港教育改革的討論重點主要集中在香港中學的教學語言政策、中小學結龍計劃、殺校政策、引進副學士制度、大學學士課程由三年制改為四年制、中學改為六年制、通識教育成為必修科目，以及將香港中學會考與香港高級程度會考合併成香港中學文憑考試等。

## 香港STEAM教育
2015 年及 2016 年的《施政報告》中承諾更新及豐富科學、科技和數學的課程和學習活動、加強師資培訓、 並將更積極推動香港STEAM教育，以鼓勵更多學生修讀科學、科技、 工程和數學或與之相關的學科。並且支持推動 STEM 教育達至可培養學生的學習興趣、提升學生的協作和創新能力、培育他們的創意和解難能力;學生在學習上取得更大的滿足感，令香港的競爭力因此得以提升。
2016年由時任教育局局長吳克儉於由政務司領導政府教育工作小組提出，多間中小學積極推動。

## 香港性教育
香港的性教育一直是社會爭議的焦點之一，反映了不同社會群體對性以及青少年教育的看法。儘管香港政府自1980年代起在學校推行性教育，但其全面性和實效性仍受到質疑。
香港的性教育始於1980年代，當時性教育被納入健康教育和體育課程中。隨著時間的推移，家庭計劃協會等組織不斷倡導更結構化的性教育課程，主要關注生殖健康和負責任的性行為。然而，這些課程在學校間的實施情況不一，導致學生對性知識的掌握程度有所不同。
截至2020年代，香港學校的性教育課程通常包括青春期變化、避孕、性病以及生殖系統的基本知識。然而，根據學校的不同及教師的教學方式，這些課題的深度和廣度差異甚大。一些具宗教背景的學校，可能會對避孕和性行為持較為保守的觀點，強調禁慾教育。
教育局提供了一些指導方針，但並未強制執行標準化的課程，這導致了學生在關鍵性議題如同意（consent）、性別認同和性傾向等方面存在知識空白。近年來，性教育教材引發的爭議顯示出社會對於性權利進步觀點與保守價值觀之間的緊張關係。
2023年，一場關於性教育不足的討論被點燃。當時，一場公眾健康宣傳活動因使用含糊不清的性健康信息引發爭議，特別是「打羽毛球」這個詞語在流行文化中變成了性暗示，揭示了性教育中的隱晦表達問題。這場風波引發了公眾對年輕人性教育質量的質疑。
批評者認為，政府在性教育方面的做法已經過時，並且不足以幫助年輕人應對現代的性關係。非政府組織及性健康倡導者呼籲改革，推動更全面的性教育（Comprehensive Sex Education, CSE），涵蓋更廣泛的主題，包括同意、尊重、性別多樣性及LGBTQ+議題等。
香港在推行全面性教育方面面臨諸多挑戰。對性話題的社會禁忌和整體保守的社會氛圍阻礙了性教育課程的發展。許多家長和教師對討論這些主題感到不適，導致學生在性健康和關係方面的理解存在缺口。
此外，許多學校由宗教機構運營，這些機構通常反對更開放或自由的性教育模式。因此，許多學生依賴互聯網或同儕獲取性知識，這容易助長錯誤的觀念和誤解。
隨著青年團體、性健康專家和教育工作者的不斷推動，對現行性教育體系的改革壓力逐漸加大。許多人認為，課程不應僅限於性行為的生理層面，還應涵蓋情感和心理健康、尊重和性權利等話題。
包括性別多樣性、LGBTQ+關係和性同意等進步且包容的議題的討論，將有助於培養一個更加知情和開放的社會。非政府組織和教育工作者也致力於培訓教師，使他們能夠更自如地處理這些敏感話題。

## 聲譽
香港中學教育在世界上享有很高的聲譽，孕育多位諾貝爾獎、菲立茲獎以及沃爾夫獎等學術界最高成就獎得主，包括：
諾貝爾物理學獎
- 崔琦（香港培正中學、金文泰中學校友）；
- 高錕（聖若瑟書院校友，香港中文大學電子系創系主任、前香港中文大學校長）。

菲立茲獎
- 丘成桐（香港培正中學、香港中文大學校友；香港中文大學數學系講座教授）；

沃爾夫數學獎
- 丘成桐（香港培正中學、香港中文大學校友；香港中文大學數學系講座教授）。

沃爾夫化學獎
- 鄧青雲（元朗公立中学、英皇書院校友；香港科技大學高等研究院教授）；